# 重慶戰鬥 (1928年)
重慶戰鬥發生於1928年12月21日－1929年1月5日，地點則是在中國川南一帶，是國民革命軍內部所發生的內戰戰鬥之一。重慶戰鬥的交戰雙方，一方為蔣中正轄下的國軍中央軍，另一方為劉湘部隊。

## 參看
- 國民革命軍內戰戰鬥列表